# 聖歐拉利亞區
11°54′04″S 76°39′51″W / 11.9012°S 76.6641°W
聖歐拉利亞區（西班牙語：Distrito de Santa Eulalia），是秘魯的一個區，位於該國中南部利馬大區的瓦羅奇里省，面積111.1平方公里，海拔高度1,036米，2005年人口10,449，人口密度每平方公里94人。